# Gélons
Les Gélons sont un peuple scythe de l'Antiquité. Ils sont cités par l'historien grec Hérodote : les Gélons se distinguaient des autres peuples de la région par leur langue, mélange de scythe et de grec, et leurs mœurs (au milieu de peuples nomades, ils sont sédentaires, vivent dans une ville toute de bois et pratiquent l’agriculture).
Vers 513 av. J.-C., ils s'allieront au roi scythe Idanthyrse pour résister à l'expédition de Darius Ier en Scythie.